# 韓国学中央研究院
財団法人韓国学中央研究院（かんこくがくちゅうおうけんきゅういん、ハングカッチュンアンヨングウォン、한국학중앙연구원）は、韓国学の研究・教育を行う大韓民国の公共機関。教育部が所管する。

## 概要
1978年6月22日、財団法人韓国精神文化研究院（한국정신문화연구원）として文教部の設立認可を受け、同年6月30日に開院。同年12月5日施行された韓国精神文化研究院育成法（法律第3116号）に基づき国家の保護を受けた。1980年3月5日、韓国学大学院を開校。2005年2月3日、韓国学中央研究院育成法（法律第7350号）が施行され、研究院も現在の名称に改められた。
韓国学中央研究院の設立目的は、韓国学中央研究院定款によれば「韓国文化の深層研究及び教育などを通じて韓国学を振興し、さらに未来の韓国の座標を探求して、民族文化の暢達に寄与する」ことにある。この目的を達成するために、韓国文化に関する人文・社会科学的研究、国内外の韓国学振興のための各種研究企画と事業の支援・管理、国内外の韓国学分野の研究者と教授要員の養成、韓国古典史料の収集・研究・翻訳と編纂、韓国学研究成果の発刊と普及、韓国民族文化大百科事典と韓国郷土文化電子大典の編纂・普及、韓国学学術情報のデジタル化と普及、韓国学の研究・普及・拡散のための国内外学界との交流・協力、韓国文化に対する国際理解の増進と支援、そのほかこれらに関連する事業を行う。
韓国学大学院は、人文学部、文化芸術学部、社会科学部、国際韓国学部の4学部15専攻からなる修士課程と、人文学部、文化芸術学部、社会科学部の3学部14専攻からなる博士課程を設置している。また、漢文講座を通じて古典史料を扱うことのできる人材の養成を目指した清渓書堂を1997年に設置した。
蔵書閣は、李朝旧王室の蔵書を中心とした韓国学関連資料を管理・研究する図書館である。大韓帝国時代に高宗が建設を計画した帝室図書館をもとに、日韓併合後の1911年6月、李王職図書課によって「李王職蔵書閣」が設けられ、1915年には昌徳宮内に4階建ての図書館が新築、1918年にはその扁額として「蔵書閣」の名が掲げられた。蔵書閣の図書は、1981年に文化財管理局職制改正令（大統領令第10588号）により韓国精神文化研究院に移管された。現在の施設は2011年7月5日に新築・開館した。
韓国学資料の情報化事業では、奎章閣などと連携しての所蔵古典資料の情報化や、韓国歴代人物総合情報、韓国学英語用語用例辞典などの現代資料の情報化を実施。韓国学知識コンテンツ編纂事業では、韓国全土の地域誌に標準フレームワークを提供してその編纂を効率化する韓国郷土文化電子大典の編纂事業、そして韓国を代表する百科事典である韓国民族文化大百科事典のデジタル化・増補事業を実施している。

## 参考資料
- 구범모; 박병련 (2011), “한국학중앙연구원(韓國學中央硏究院)”, 韓国民族文化大百科事典, 韓国学中央研究院 2018年11月20日閲覧。